# A Noble Profession
A Noble Profession è un cortometraggio muto del 1912. Non si conosce il nome del regista del film, un documentario prodotto dalla Edison. sulla professione infermieristica

## Produzione
Il film fu prodotto dalla Edison Company.

## Distribuzione
Distribuito dalla General Film Company, il film - un cortometraggio in una bobina - uscì nelle sale cinematografiche degli Stati Uniti il 19 novembre 1912.